# Lætitia Colombani
Lætitia Colombani (Bordeus, 1976) és una directora de cinema, actriu, guionista i escriptora francesa.

## Biografia
Lætitia Colombani va néixer el 1976; la seva mare és bibliotecària. Després de dos anys de classe preparatòria del Cinésup a Nantes, va entrar a l’Escola Nacional Superior Louis Lumière. Es va graduar el 1998.
Va escriure i dirigir curtmetratges, després dos llargmetratges: Només et tinc a tu (2002) amb Audrey Tautou, Samuel le Bihan i Isabelle Carré, que va guanyar el premi Sopadin Junior al millor guió, després Mes stars et moi (2008) amb Kad Merad i Catherine Deneuve. També treballa al teatre iva coescriure el musical Résiste el 2015 basat en cançons de France Gall compostes per Michel Berger (Palais des Sports de París i gira per França).
Actua a la televisió i al cinema, en una dotzena de llargmetratges, com Cloclo de Florent Emilio Siri, estrenat l'any 2012, i Festa de família, de Cédric Kahn l'any 2019.

### La trena
La seva primera novel·la, La trena, apareix el maig de 2017. Relata la història de tres dones de destins molt diferents, que viuen a l'Índia, a Sicília i al Canadà. La novel·la "va triomfar a l'estranger abans de la seva sortida" i  s'havia venut a 17 països. Coneix ràpidament l'èxit, també a França: tira més de 54.000 exemplars en dues setmanes, ven més de 150.000 exemplars en dos mesos i el juny de 2019 compta un milió d'exemplars venuts, entre gran format i butxaca.
La novel·la està traduïda a 36 idiomes. Ha guanyat més de vint premis literaris a França i a l'estranger, inclosos el 40è Prix Relay des Voyageurs Readers, el Trofeu literari per a dones de l'economia del 2017 i el Crystal Globe de 2018 per a la primera novel·la.
Es va publicar a l'àlbum infantil La tresse ou le voyage de Lalita, adaptat de la novel·la el novembre de 2018 .

### Les victorioses
El 15 de maig de 2019, la seva segona novel·la, Les victorieuses, és publicada per Editions Grasset. Tan bon punt va ser llançat, es va classificar entre els més venuts. La trama es desenvolupa al voltant del Palais de la Femme de París.

## Filmografia

### Actriu
- 1998: Le Dernier Bip de Laetitia Colombani (curt): Emma Merowski
- 1998: La Cousine Bette de Des McAnuff: no surt als crèdits
- 2002: Paradisco de Stéphane Ly-Cuong: la dona de la xocolata
- 2003: La Faucheuse de Vincenzo Marano i Patrick Timsit (curt): Marie
- 2003: Gomez et Tavarès de Gilles Paquet-Brenner: Séverine
- 2003: Casting urgent de Laetitia Colombani (curt): la directora de càsting
- 2004: Qui mange quand ? de Jean-Paul Lilienfeld (telefilm): l'hostessa del breakfast
- 2005: Libre échange d'Olivier de Plas (curt): Florence
- 2005: Belle, enfin possible de Régis Roinsard (curt): la operadora de centraleta
- 2005: Pas bouger ! de Xavier Daugreilh (curt): la mare
- 2005: Retiens-moi de Jean-Pierre Igoux (telefilm): Virginie
- 2008: Mes stars et moi de Laetitia Colombani: La psicoanalista
- 2012: Cloclo de Florent Emilio Siri: Vline Buggy
- 2014: J'aurais pas dû mettre mes Clarks de Marie Caldera (curt): la directora
- 2015: La Boule noire de Denis Malleval (telefilm): Madame Fabre
- 2019: Fête de famille de Cédric Kahn: Marie

### Directora

#### Curtmetratges
- 1998: Le Dernier Bip
- 2003: Une fleur pour Marie
- 2003: Quelques mots d'amour, curt
- 2003: Casting urgent

#### Llargmetratges
- 2002: Només et tinc a tu (À la folie ... pas du tout)
- 2008: Les meves estrelles i jo
- La tresse, adaptació del llibre homònim,.[8]

## Obres
- La trena[3] (novel·la)[6]
- La trena o el viatge de Lalita (àlbum per a nens), Grasset, 2018
- Les Victorioses (novel·la)
- Le cerf-volant, (novel·la) Grasset,2021

## Premis i distincions
- Nominada el 2002 al Setmana Internacional de Cinema de Valladolid per Només et tinc a tu
- Premi Relay for Travellers Readers 2017[7] per La Tresse
- Trofeu literari 2017 per a dones en l'economia per a La Tresse
- Crystal Globe 2018 a la millor novel·la per La Tresse
- Premi Ulysse 2017 a la novel·la Premier per La Tresse
- Premi de l’Oficina Central de Biblioteques per La Tresse
- Premi dels Clubs Zonta de França per La Tresse
- Premi de la FNABEH (Federació Nacional d’Associacions de Biblioteques en Establiments Hospitalaris) per La Tresse